# Roumde Djaouro
Roumde Djaouro est un village de la commune de Belel situé dans la région de l'Adamaoua et le département de la Vina au Cameroun.

## Population
En 2015, Roumde Djaouro comptait 441 habitants dont 230 hommes et 211 femmes. En terme d'enfants, le village comptait 47 nourrissons (0-35 mois), 8 nourrissons (0-59 mois), 28 enfants (4-5 ans), 103 enfants (6-14 ans), 82 adolescents (12-19 ans), 153 jeunes (15-34 ans).